# Święty interes
Święty interes – polska komedia w reżyserii Macieja Wojtyszki.

## Fabuła
Film opowiada o dwóch braciach, którzy w spadku po ojcu dostają stodoły wraz z przedmiotami w nich się znajdującymi, w tym m.in. niedziałający samochód (Warszawa M-20). Bracia po krótkim czasie dowiadują się, że jest to auto, które podobno kiedyś należało do biskupa Karola Wojtyły. Zwietrzywszy interes kombinują, jak na tym zarobić. Dodatkowo sprawę komplikuje fakt, że według przekonań mieszkańców wsi samochód ma działanie uzdrawiające dla każdego, kto do niego wsiądzie.

## Obsada
- Adam Woronowicz – Janek Rembowski
- Piotr Adamczyk – Leszek Rembowski
- Dorota Landowska – Anna Wałaszek, żona dyrektora szkoły
- Patricia Kazadi – Motema, żona Leszka
- Tomasz Międzik – Sołtys Dujnik
- Matylda Baczyńska – Nikola Dujnikówna, córka sołtysa
- Mariusz Bonaszewski – Borys
- Arkadiusz Smoleński – Waldek Szostak
- Anna Łopatowska – Ciocia Olesia
- Maria Winiarska – Marysia
- Krzysztof Jędrysek – Staszek Wałaszek
- Magdalena Kacprzak – urzędniczka Basia Jerzyk
- Bogdan Słomiński – Gustaw Rembowski